# فيودور يورتشيخين
فيودور يورتشيخين (بالروسية: Фёдор Николаевич Юрчихин)‏ مواليد 03 يناير 1959 في باطومي، جمهورية جورجيا الاشتراكية السوفيتية، هو رائد فضاء سوفيتي .